# Луиз Атак
„Луиз Атак“ (Louise Attaque) е популярна френска рок група, създадена през 1994 г.
Първият албум на групата излиза през 1997 г. с продажби повече от 2,5 милиона копия. Стилът им може да се определи като нещо средно между шансон и фолк рок.

## История
Появата на Луиз Атак е предшествана от група Караваж (от фр Караваджо), създадена от Гаетан Русел и Робин Фекс през 1990 г. По-късно към тях се присъединява и Александър Марграф и групата започва да изнася концерти по барове и малки зали.
Рождената дата на Луиз Атак е през 1994 г. когато към предишната група се присъединява Арно Самюел и тя сменя името си. Първият им албум излиза през 1997 г. и има голям успех, като групата успява да се наложи на музикалния пазар главно чрез турнета, въпреки липсата на информация в медиите. Продуцент на албума е Гордън Гано – вокалист на американската група Violent Femmes.
През 2000 г. групата издава втория си албум наречен „Comme on a dit“ и след този албум тя се разделя временно, а членовете ѝ създават две нови формации наречени „Тармак“ (Tarmac) и „Али Драгон“ (Ali Dragon).
През 2005 г. Луиз Атак отново се събира, за да издаде и третия си албум „À plus tard Crocodile“ (превод от английския израз „See you later, Alligator“).

## Членове на групата
- Гаетан Русел (Gaëtan Roussel) – вокал, Китарист, композитор.
- Арно Самюел (Arnaud Samuel) – цигулар.
- Робин Фекс (Robin Feix) – басист.
- Александър Марграф (Alexandre Margraff) – барабанист.

## Дискография
- 1997: Louise Attaque (Atmosphériques)
- 2000: Comme on a dit (Atmosphériques)
- 2005: A Plus Tard Crocodile (Atmosphériques)
- 2016: Anomalie (Barclay)